# Kiểm soát cân nặng

Cân đo cơ thể thường xuyên cũng là một phương pháp quản lý cân nặng

Kiểm soát cân nặng hay Quản lý cân nặng (Weight management) đề cập đến các hành vi, kỹ thuật và quá trình sinh lý góp phần vào khả năng đạt được và duy trì cân nặng của một người hướng dến đến trạng thái khoẻ mạnh. Hầu hết các kỹ thuật kiểm soát cân nặng đều bao gồm các chiến lược dài hơi hướng đến cải thiện về lối sống khoa học, hợp lý, thúc đẩy chế độ ăn uống lành mạnh và tăng cường hoạt động thể chất hàng ngày. Hơn nữa, quản lý cân nặng bao gồm việc phát triển các phương pháp có ý nghĩa để theo dõi cân nặng theo thời gian và xác định cân nặng lý tưởng cho từng cá nhân khác nhau. Các chiến lược kiểm soát cân nặng thường tập trung vào việc đạt được thể trọng khỏe mạnh thông qua việc giảm cân chậm nhưng ổn định, sau đó là duy trì cân nặng lý tưởng. Tuy nhiên, các phương pháp tiếp cận sức khỏe theo hướng trung tính về cân nặng cũng đã được chứng minh là mang lại kết quả sức khỏe tích cực.
Hiểu biết về khoa học cơ bản về quản lý cân nặng và các chiến lược để đạt được và duy trì cân nặng khỏe mạnh là rất quan trọng vì vấn đề béo phì là một yếu tố nguy cơ gây ra nhiều bệnh mãn tính, như bệnh tiểu đường loại 2, tăng huyết áp và bệnh tim mạch. Kiểm soát cân nặng hiệu quả không chỉ giúp con người tự tin mà còn giúp bảo vệ sức khỏe trước những nguy cơ gây bệnh, để duy trì sức khỏe tốt, một cơ thể khoẻ mạnh, cần phải duy trì và kiểm soát cân nặng hiệu quả và không căng thẳng (stress). Đối với nhiều người, kiểm soát cân nặng dường như là điều bất khả thi do cuộc sống bận rộn và chế độ ăn uống thiếu lành mạnh, đặc biệt là nhân viên văn phòng, việc chia nhỏ bữa ăn là vô cùng khó khăn vì họ không có nhiều thời gian để liên tục chuẩn bị thức ăn cho các bữa ăn nhỏ. Việc kiểm soát cân nặng bằng phương pháp dinh dưỡng an toàn nhất vẫn là nên chia nhỏ các bữa ăn thành nhiều bữa trong ngày và không nên ăn quá nhiều thức ăn chứa đạm và béo vì đây sẽ là nguy cơ các bệnh về tim mạch, tiểu đường, béo phì.

## Các yếu tố

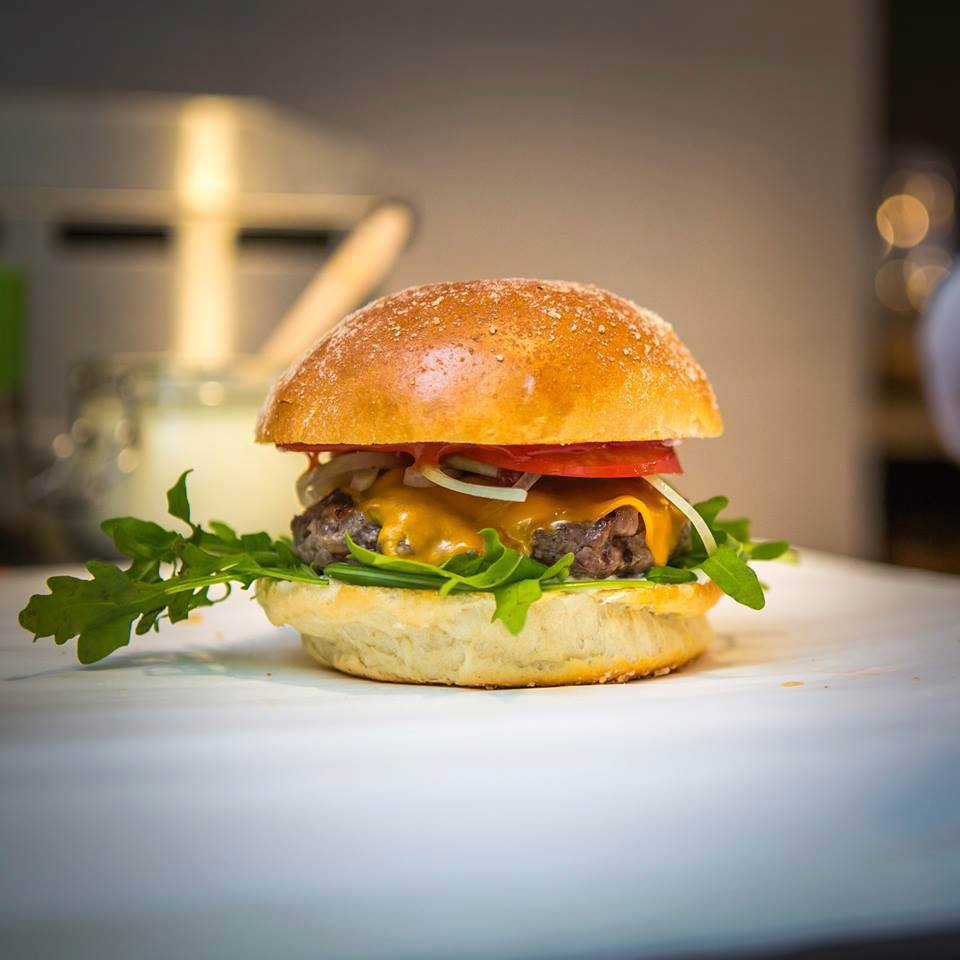
Thức ăn nhanh có chứa nhiều calo rỗng, dễ gây thèm ăn và tăng cân

Có nhiều yếu tố ảnh hưởng đến cân nặng của một người, bao gồm chế độ ăn uống, hoạt động thể chất, yếu di truyền, các yếu tố môi trường (tự nhiên và xã hội, hỗ trợ chăm sóc sức khỏe, thuốc men và bệnh tật. Mỗi yếu tố này ảnh hưởng đến cân nặng theo những cách khác nhau và ở các mức độ khác nhau, nhưng các chuyên gia y tế thường nhấn mạnh tầm quan trọng của chế độ ăn uống và hoạt động thể chất nghiêm ngặt vì chúng có thể bị ảnh hưởng bởi thay đổi hành vi có ý thức (thay đổi tích cực). Để đạt được cân nặng khỏe mạnh, cần áp dụng các kỹ thuật phổ quát như chia nhỏ khẩu phần ăn, tự theo dõi và duy trì chế độ ăn hàng ngày. Khi đã đạt được cân nặng khỏe mạnh này, việc duy trì cân nặng ổn định còn bao gồm cả hoạt động thể chất và kiểm soát môi trường cũng như chế độ ăn uống của mỗi cá nhân.
Hơn nữa, việc hỗ trợ chăm sóc sức khỏe dưới hình thức giám sát y tế, chăm sóc ban đầu và theo dõi theo thời gian thực đã được chứng minh là hữu ích cho việc quản lý cân nặng về dài hạn. Khoa học đằng sau việc quản lý cân nặng rất phức tạp, nhưng một trong những khái niệm chính chi phối việc quản lý cân nặng là Cân bằng năng lượng (Energy homeostasis). Cân bằng năng lượng là cụm từ được sử dụng để mô tả sự khác biệt giữa số lượng calo mà một người tiêu thụ và số lượng calo mà cùng một người đó đốt cháy (hay còn gọi là tiêu tốn/thâm hụt calo) trong một khoảng thời gian nhất định Lượng calo mà một người tiêu thụ nạp vào cơ thể đến từ thức ăn và đồ uống. Lượng calo mà một người tiêu thụ đến từ tỷ lệ trao đổi chất cơ bản và hoạt động thể chất hàng ngày của họ.
Cơ thể con người rất biết cách trong việc duy trì sự cân bằng năng lượng trung tính, đặc biệt là với chế độ ăn bao gồm trái cây (ăn trái cây), ăn nhiều rau và ăn thịt để lượng calo tiêu thụ không vượt quá đáng kể lượng calo nạp vào trong một khoảng thời gian nhất định và ngược lại. Sự cân bằng năng lượng này được điều chỉnh từ các hormone như Leptin (ức chế), Ghrelin (kích thích) và Cholecystokinin (ức chế) có tác dụng ức chế hoặc kích thích sự thèm ăn. Lượng thức ăn và đồ uống mà một cá nhân hấp thụ có thể đóng vai trò trong việc kiểm soát cân nặng, cũng như loại thức ăn và đồ uống mà một người thường dùng. Ví dụ, việc uống đồ uống có đường như soda hoặc nước trái cây có thể dẫn đến tăng lượng năng lượng hấp thụ mà không được trung hòa bằng cách giảm lượng thức ăn hấp thụ đi kèm. Tăng khẩu phần ăn cũng có thể dẫn đến tăng lượng năng lượng nạp vào, do đó lời khuyên thường được đưa ra để giảm cân là ăn ít lại, chia nhỏ bữa ăn, ăn ít tinh bột, ít đường và dầu mỡ.
Hoạt động thể chất có thể liên quan đến các hoạt động nghề nghiệp của một người, các hoạt động hàng ngày không liên quan đến công việc như đi bộ hoặc đạp xe, hoặc có thể ở dạng các hoạt động như giải trí hoặc thể thao đồng đội. Loại hoạt động cụ thể có thể được điều chỉnh phù hợp với những nhóm đối tượng như trẻ em, phụ nữ mang thai và người lớn tuổi. Hoạt động phù hợp với thể trạng của mỗi người cũng khuyến khích cơ thể chữa lành đúng cách và ngăn ngừa mọi chấn thương do tập thể dục gây ra. Ít vận động sẽ tiêu hao ít năng lượng hơn và là yếu tố ảnh hưởng đến tỷ lệ béo phì ở cả trẻ em và người lớn. Lười vận động đã trở thành mối quan tâm trên toàn thế giới vì tình trạng này cũng làm tăng nguy cơ mắc các bệnh tim mạch. Hoạt động thể chất thường xuyên có thể làm giảm nguy cơ mắc các bệnh không lây nhiễm như tiểu đường, bệnh tim và rối loạn lipid máu (cholesterol cao). Các tình trạng bệnh lý liên quan đến tăng cân bao gồm suy tuyến giáp, Hội chứng Cushing, Hội chứng buồng trứng đa nang (PCOS) và suy tim xung huyết. Các tình trạng bệnh lý như ung thư, bệnh đường tiêu hóa, rối loạn tâm thần, nhiễm trùng, rối loạn nội tiết và rối loạn thần kinh có thể dẫn đến sụt cân.

## Khuyến cáo

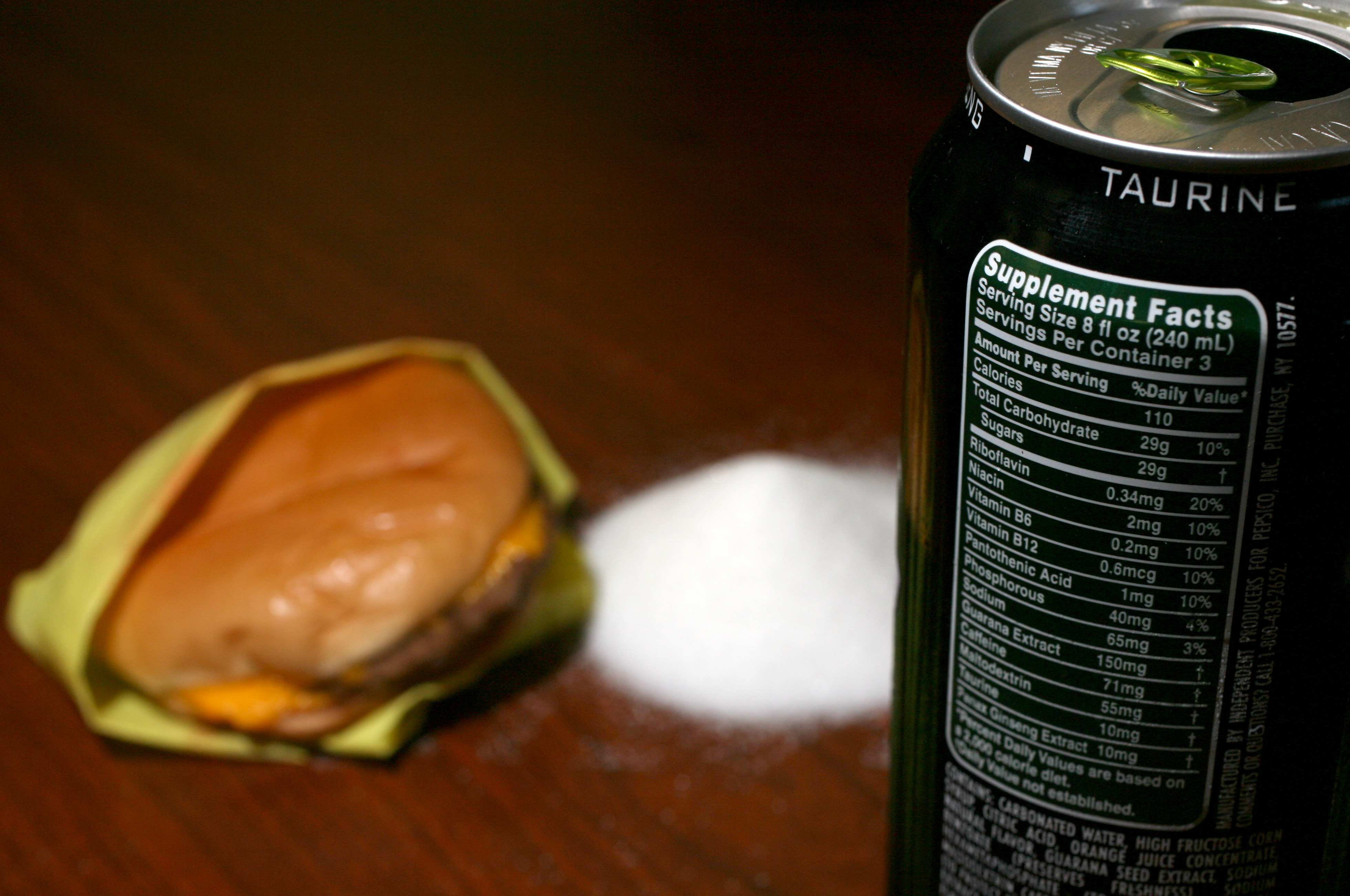
Thức ăn nhanh, đồ ngọt, nước ngọt có gas, nước tăng lực là những yếu tố gây ra sự mất kiểm soát cân nặng

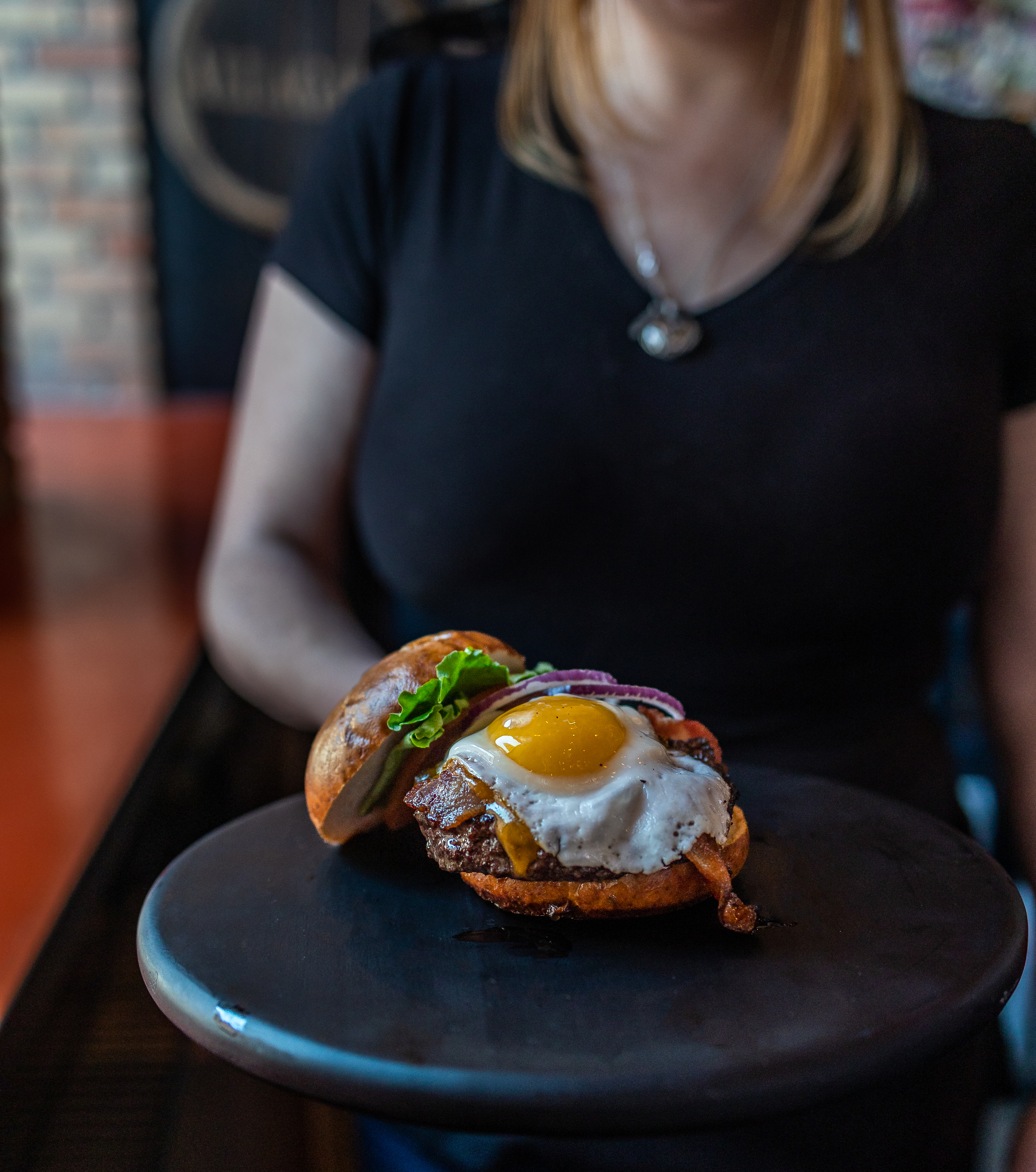
Thức ăn nhanh là một trong những thủ phạm dấu mặt của việc tăng cân mất kiểm soát

Trang bị kiến thức về dinh dưỡng và thực phẩm, tập thói quen ăn uống lành mạnh, lựa chọn thực phẩm lành mạnh sẽ giúp duy trì cân nặng hợp lý, tránh béo phì, trong đó cần quan tâm chỉ số cân nặng, tự theo dõi định kỳ để nhận ra nguy cơ tăng hay giảm cân không mong muốn, kịp thời điều chỉnh. Việc giảm cân sẽ dễ kiểm soát trong 3-6 tháng hoặc 1-2 năm đầu tiên, khi mới thừa cân. Nếu tình trạng béo phì kéo dài vài chục năm thì việc điều trị sẽ khó khăn và cần phải phối hợp nhiều biện pháp, song hiệu quả sẽ giảm. Biện pháp là nên kiểm tra cân nặng thường xuyên hàng ngày hoặc hàng tuần, nên cân vào buổi sáng sau khi đi tiểu hết và chưa ăn uống gì. Nếu có cân nặng hợp lý nhưng tốc độ tăng cân có vẻ nhanh khi tăng 0,5–1 kg/tuần trong vòng 3-4 tuần liên tiếp (không áp dụng cho các trường hợp đang cần tăng cân do điều trị suy dinh dưỡng) thì phải cẩn thận với nguy cơ thừa cân béo phì. Nếu đang tăng cân nhanh, nên cân nhắc giảm lượng cơm, bún, bánh ngọt, hạn chế tối đa chất béo, dầu mỡ, do đây là nguồn cung cấp năng lượng lớn, thường dư thừa, tăng cường ăn các món luộc, hấp, bỏ da, bỏ mỡ, ăn chậm, nhai kỹ, ngưng ăn khi vừa hết cảm giác đói. Thêm các bài tập thể dục vào lịch trình hàng ngày để duy trì tốc độ trao đổi chất và tiêu thụ năng lượng dư thừa.